# Dekanat brasławski
Dekanat brasławski – jeden z 11 dekanatów diecezji witebskiej na Białorusi. W jego skład wchodzi 7 parafii. 

## Historia
W 1744 roku dekanat leżał w diecezji wileńskiej. W skład dekanatu wchodziły:
- parafia w Brasławiu oraz filia w Opsie (ob. w dekanacie widzkim diecezji witebskiej)
- parafia w Widzach (ob. siedziba dekanatu widzkiego w diecezji witebskiej)
- parafia w Hoduciszkach (ob. w dekanacie święciańskim archidiecezji wileńskiej)
- parafia w Święcianach (ob. siedziba dekanatu święciańskiego archidiecezji wileńskiej)
- parafia w Daugieliszkach (ob. w dekanacie ignalińskim archidiecezji wileńskiej)
- parafia w Łyngmianach (ob. w dekanacie ignalińskim archidiecezji wileńskiej)
- parafia w Kołtynianach (ob. w dekanacie święciańskim archidiecezji wileńskiej)
- parafia w Kukuciszkach oraz filia w Łabonarach (ob. w dekanacie malackim diecezji koszedarskiej)
- parafia w Tauroginiach (ob. w dekanacie uciańskim diecezji poniewieskiej)
- parafia w Sołokach (ob. w dekanacie jezioroskim diecezji poniewieskiej)
- parafia w Jeziorosach (ob. siedziba dekanatu jezioroskiego diecezji poniewieskiej)
- parafia w Dryświatach (ob. w dekanacie widzkim diecezji witebskiej)
- parafia w Druji (ob. w dekanacie miorskim diecezji witebskiej)
- parafia w Ikaźni
- parafia w Twereczu (ob. w dekanacie ignalińskim archidiecezji wileńskiej)
- parafia w Miorach (ob. siedziba dekanatu miorskiego diecezji witebskiej)

W 1784 roku w skład dekanatu wchodziło 25 parafii i 4 filie. Oprócz wcześniejszych były to.:
- parafia w Belmoncie (ob. Achremowce)
- parafia w Mielegianach (ob. w dekanacie ignalińskim archidiecezji wileńskiej)
- parafia w Pelikanach (ob. w dekanacie widzkim diecezji witebskiej)
- filia parafii brasławskiej w Plusach
- parafia w Pohoście
- parafia w Połuszach
- parafia w Poszumieniu
- parafia w Raczkowszczyźnie
- parafia w Smołwach (ob. w dekanacie ignalińskim archidiecezji wileńskiej)
- parafia w Strunojciach
- filia parafii jezioroskiej w Suwiekach

W 1939 roku w skład dekanatu wchodziły:
- parafia w Belmoncie
- parafia w Brasławiu
- parafia w Dryświatach
- parafia w Duksztach (ob. w dekanacie ignalińskim archidiecezji wileńskiej)
- parafia w Duksztach Kolejowych
- parafia w Gajdach (ob. w dekanacie ignalińskim archidiecezji wileńskiej)
- parafia w Kozaczyźnie (ob. w dekanacie ignalińskim archidiecezji wileńskiej)
- parafia w Mieżanach
- parafia w Opsie
- parafia w Pelikanach
- parafia w Plussach
- parafia w Rymszanach (ob. w dekanacie ignalińskim archidiecezji wileńskiej)
- parafia w Słobódce
- parafia w Smołwach
- parafia w Turmoncie (ob. w dekanacie ignalińskim archidiecezji wileńskiej)
- parafia w Tylży (ob. w dekanacie ignalińskim archidiecezji wileńskiej)
- parafia w Widzach

## Lista parafii
| Lp | Miejscowość / parafia                               | Proboszcz / administrator                  | Kościół                                                 | Zdjęcie |
| -- | --------------------------------------------------- | ------------------------------------------ | ------------------------------------------------------- | ------- |
| 1  | Achremowce Parafia Podwyższenia Krzyża Świętego     | ks. Jerzy Żołnierowicz                     | Kościół Podwyższenia Krzyża Świętego w Achremowcach     |         |
| 2  | Brasław Parafia Narodzenia Najświętszej Maryi Panny | ks. Stanisław Mrzygłód SDS                 | Kościół Narodzenia Najświętszej Maryi Panny w Brasławiu |         |
| 3  | Ikaźń Parafia Bożego Ciała                          | ks. Jerzy Żołnierowicz (administrator)     | Kościół Bożego Ciała w Ikaźni                           |         |
| 4  | Plusy Parafia Trójcy Przenajświętszej               | ks. Kazimierz Okuszko                      | Kościół Trójcy Przenajświętszej w Plusach               |         |
| 5  | Słobódka Parafia Opatrzności Bożej                  | ks. Leszek Witwicki SDS                    | Kościół Opatrzności Bożej w Słobódce                    |         |
| 6  | Urbany Parafia św. Teresy od Dzieciątka Jezus       | ks. Stanisław Mrzygłód SDS (administrator) | Kościół św. Teresy od Dzieciątka Jezus w Urbanach       |         |
| 7  | Zamosze Parafia Matki Bożej Anielskiej              | ks. Jerzy Żołnierowicz (administrator)     | Kościół Matki Bożej Anielskiej w Zamoszach              |         |